# Svetlobno pero
Svetlobno pero (angleško light pen) je računalniška vhodna naprava, podobna običajnim peresom, ki služi za podajanje položaja na računalniškem zaslonu. Pri nekaterih programih CAD lahko s svetlobnim peresom spreminjamo obliko, velikost, položaj in barvo delov narisane slike.
Uporablja se tudi za upravljanje grafičnih tablic (podobno kot funkcija prsta pri zaslonih na dotik).